# Calathus cinctus
Espèce
Calathus cinctus est une espèce de coléoptères de la famille des Carabidae du genre Calathus. 

## Description
Cette espèce a longtemps été confondue avec une espèce très proche, Calathus melanocephalus, mais cette dernière diffère par sa coloration franchement noire au niveau des élytres et de la tête et par sa forme bombée à l'apex des élytres. 
Calathus cinctus mesure environ 7 à 8,5 millimètres et se présente sous une coloration plus claire, notamment au niveau de la bordure des élytres qui est jaunâtre. 
Enfin il semblerait que Calathus melanocephalus évolue à des altitudes plus élevées que C. cinctus.

## Répartition
Ouest de l'Europe et Turquie. En France l'espèce occupe tous les départements littoraux.

## Habitat
Calathus cinctus affectionne les zones sablonneuses de l'intérieur des terres, principalement dans les plaines.

## Systématique
Le nom valide complet (avec auteur) de ce taxon est Calathus cinctus Motschulsky, 1850.
Calathus cinctus a pour synonymes :
- Calathus erythroderus Gemminger & Harold, 1868
- Calathus mollis erythroderus Gemminger & Harold, 1868
- Calathus ruficollis Gautier des Cottes, 1868